# مخيم شاتيلا
مخيم شاتيلا هو مخيم دائم للاجئين الفلسطينيين أسسته وكالة الأمم المتحدة لإغاثة وتشغيل اللاجئين الفلسطينيين (الأونروا) عام 1949 بهدف إيواء المئات من اللاجئين الذين تدفقوا إليه من قرى عمقا، ومجد الكروم، والياجور، صفورية، إعبلين، البروة، بلد الشيخ، بيرية، حيفا، ترشيحا، خربة الكساير، دير القاسي، الرويس، الزيب، صفصاف، صفورية، طبريا، طولكرم، عرب السمنية، الحسينية، علما، الكابري، كفر عنان، الكويكات، الناعمة، يافا في شمال فلسطين بعد عام 1948.
يقع المخيم جنوب بيروت عاصمة لبنان. فبعد مــرور شهور على النكبة ولما ازدادت الحاجة إلى وجود أمكنة للسكن تبرع سعد الدين باشا شاتيلا بأرض له، تعرف منذ ذلك التاريخ حتى اليوم بمخيم «شاتيلا». أرض المخيم نصفها مؤجّر من قبل الأنروا، والنصف الثاني ملك لمنظمة التحرير الفلسطينية، والمخيم معروف بأنه المكان الذي حصلت فيه مذبحة صبرا وشاتيلا في سبتمير 1982 بالإضافة لأحداث الحرب الأهلية اللبنانية عام 1982 وحرب المخيمات بين عامي 1985 حتى 1987.
لا تزيد مساحته عن كيلو متر مربع ويسكنه أكثر من 12000 لاجئ وبذلك يكون المخيم من أكثر المناطق كثافة بالسكان. وفيه مدرستان فقط ومركز طبي واحد.

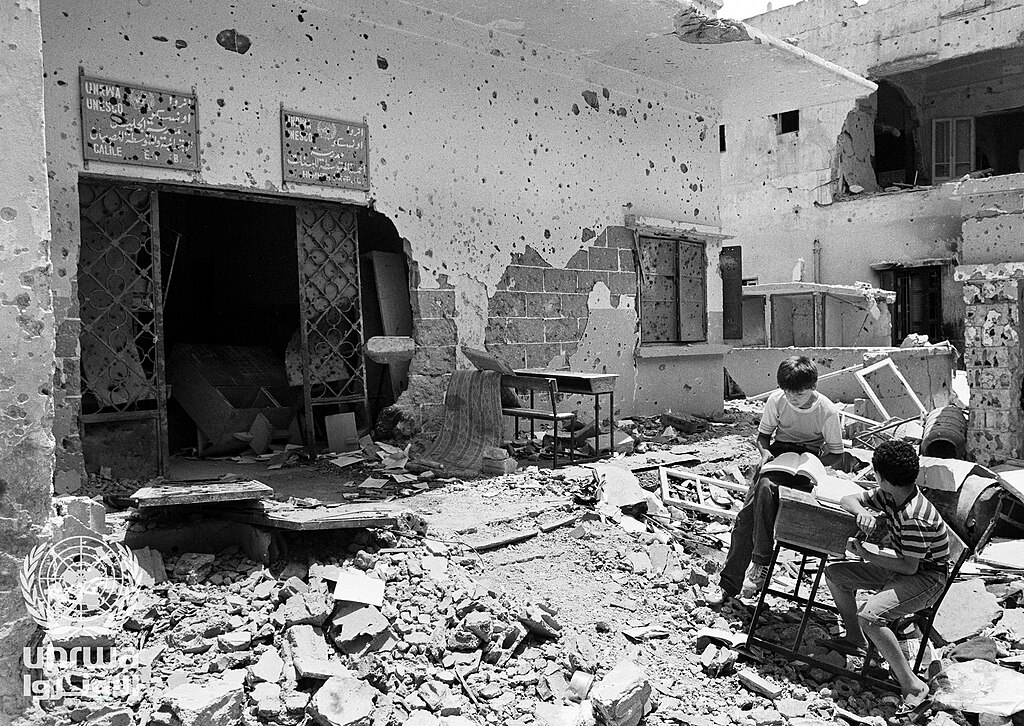
طفلان يجلسان على مكتب مدرسي فوق أنقاض مدرسة الجليل الإعدادية للبنين في مخيم شاتيلا، بيروت، لبنان.

وتعاني ظروف الصحة البيئية في المخيم من سوء حاد، فالمساكن رطبة ومكتظة والعديد منها تحتوي على قنوات تصريف مفتوحة. ونظام الصرف الصحي في المخيم بحاجة إلى توسعة كبيرة؛ ويتم حاليا تنفيذ مشروع للبنية التحتية في المخيم بهدف توسعة شبكة الصرف الصحي ونظام تصريف مياه الأمطار وشبكة المياه.
وفي مايو 2025، أعلنت المديريّة العامّة لأمن الدولة أنها أوقفت فلسطينيَّين من سكّان مخيّم اللاجئين شاتيلا بتهمة التجارة الأسلحة وتعاطي المخدرات، وجاء التوقيف نتيجة نشاطات استخبارية ومراقبة طويلة الأمد.